# جاك أميوت
جاك أميوت (بالفرنسية: Jacques Amyot)‏ هو كاهن كاثوليكي وكاتب ومترجم فرنسي، ولد في 30 أكتوبر 1513 في مولن في فرنسا، وتوفي في 6 فبراير 1593 في أوكسار في فرنسا.

## وصلات خارجية
- جاك أميوت على موقع الموسوعة البريطانية (الإنجليزية)